# Наштар (киножурнал)
«Наштар» (в переводе с узбекского «Скальпель») — сатирический художественный киножурнал Узбекистана, созданный в 1966 году на киностудии Узбекфильм.

## История
Сатирический киножурнал «Наштар» был создан на киностудии «Узбекфильм» в 1966 году Самигом Абдукаххаром и Анатолием Кабуловым по подобию всесоюзного сатирического киножурнала «Фитиль».
Главный редактор «Фитиля»,  советский писатель Сергей Михалков отправил такое приветствие в стихах создателям «Наштара» в 1966 году, когда вышли первые номера республиканского киножурнала: 

Пусть о «Наштаре» говорят,
Что «Фитиля» он младший брат
И что он так же, как «Фитиль»,
За наш советский быт и стиль.

В первый год вышло только четыре номера, а начиная с 1967 года каждый год выходило по шесть номеров (выпусков). Каждый выпуск «Наштар» содержал несколько документальных или игровых киноновелл, в которых критиковались факты бесхозяйственности, хищений собственности, нарушений трудовой дисциплины и т. п. «Наштар» стал первопроходцем жанра телевизионных журналистских расследований в Узбекистане. При съёмках киножурнала нередко использовалась скрытая камера. «Наштар» обогатил узбекскую сатиру новыми жанрами (кинофельетоны, киноюморески, киноагитплакаты и др.). Сатира «Наштара» вскрывала существующие социальные проблемы и в ряде случаев привела к исправлению выявленных недостатков и недоработок. Например, в одном из номеров журнала был подвергнут критике Ташкентский тракторосборочный завод. Сюда с Владимирского тракторного завода каждый год привозили 20 тысяч тракторов и заново переделывали их для нужд хлопкоробов. Из-за таких переделок за десять лет был нанесен убыток государству в 4 миллиона рублей. После выступления «Наштара» было принято специальное постановление о создании нового тракторного завода в Ташкенте, который в 1974 году уже работал на полной проектной мощности.
Большой вклад в создание сюжетов киножурнала внесли авторы сценария: Самиг Абдукаххар, Саид Ахмад, Джасур Исхаков, Ибрагим Рахим, Зиновий Ройзман, Латиф Файзиев и другие; актёры театра и кино: Раджаб Адашев, Гани Агзамов (прославился в ряде сюжетов в роли Ходжи Насреддина), Ф. Азамов, Тамара Ганиева, Клара Джалилова, Ольга Иванова, Зебо Наврузова, Бахтияр Ихтияров, Эргаш Каримов, Диас Рахматов, Пулат Саидкасымов, Равшан Солихов, Хамза Умаров, Валиджон Шамшиев, Марьям Якубова и другие; операторы-постановщики Михаил Краснянский и другие; режиссёры-постановщики: Зиновий Ройзман, Алишер Хамдамов, Альберт Хачатуров, Гияс Шермухамедов (в 1970-73 гг. — главный режиссёр киножурнала), Юрий Степчук и другие; художники-постановщики: Самиг Абдукаххар, Анатолий Кaбулов, Олмас Умарбеков, Шарафат Шакирова, Гани Шермухамедов и другие.
на 6-м Всесоюзном кинофестивале в Алма-Ате в 1973 году киножурнал «Наштар» получил поощрительный диплом. Лучшие выпуски журнала награждены дипломами и призами на Ферганских кинофестивалях короткометражных и телевизионных фильмов.
В 1998 году киножурнал «Наштар» прекратил свою деятельность на киностудии «Узбекфильм» и был передан в состав Республиканского центра при ГАО. Главным шеф-редактором и худруком обновлённого киножурнала стал Суннатхон Азларов. После передачи киножурнала в год снималось четыре сюжета вплоть до последнего выпуска киножурнала, выпущенного 4 марта 2003 года. После 4 марта 2003 года выпуски киножурнала были приостановлены из-за отсутствия финансирования, а в 2004 году киножурнал был окончательно закрыт.

## Выпуски

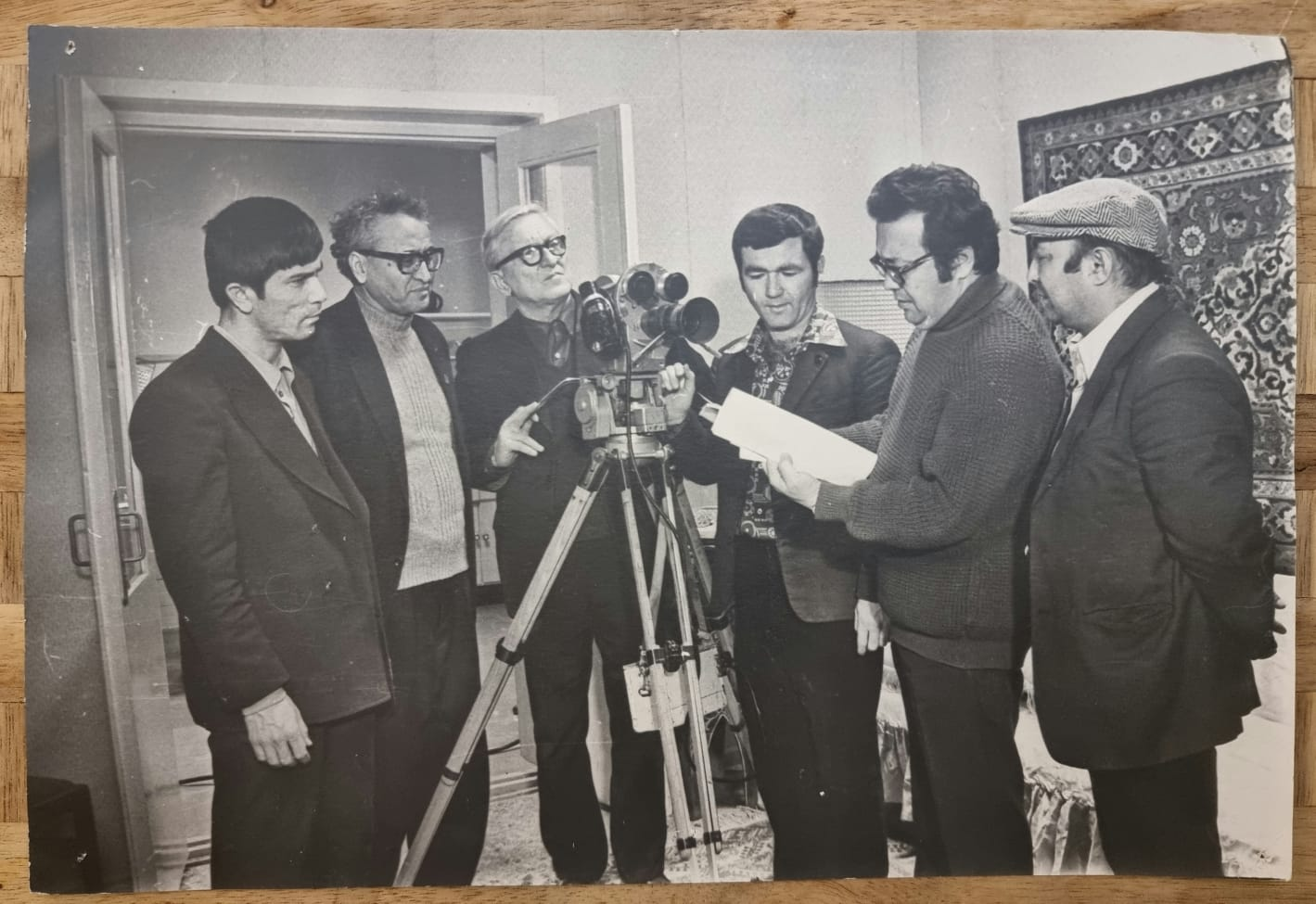
Рабочий момент съёмок сюжета «Неоконченная повесть» киножурнала «Наштар». Гияс Шермухамедов, Самиг Абдукаххар, Михаил Краснянский и другие члены съемочной группы («Узбекфильм», Ташкент, 1964).